# Olšany (ort i Tjeckien, Södra Mähren)
Olšany är en ort i Tjeckien.   Den ligger i regionen Södra Mähren, i den östra delen av landet, 200 km sydost om huvudstaden Prag. Olšany ligger 413 meter över havet och antalet invånare är 452.
Terrängen runt Olšany är platt österut, men västerut är den kuperad. Runt Olšany är det ganska tätbefolkat, med 124 invånare per kvadratkilometer. Närmaste större samhälle är Brno, 19,6 km väster om Olšany. Trakten runt Olšany består till största delen av jordbruksmark.